# جيمس س. هيكمان
جيمس س. هيكمان (بالإنجليزية: James C. Hickman)‏ هو إحصائي أمريكي، ولد في 27 أغسطس 1927، وتوفي في 10 سبتمبر 2006 بسبب سرطان.